# Maad Ibrahim
Maad Ibrahim Majid (arabe : معاذ إبراهيم ماجد) (né le 30 juin 1960 en Irak) est un footballeur international irakien qui évoluait au poste de défenseur.

## Biographie

### Carrière en club
Maad Ibrahim joue en faveur de plusieurs clubs irakiens, notamment Al Rasheed, Al Qowa Al Jawiya et Al Nafat.

### Carrière en sélection
Maad Ibrahim joue en équipe d'Irak entre 1985 et 1988.
Il figure dans le groupe des sélectionnés lors de la Coupe du monde de 1986. Lors du mondial organisé au Mexique, il joue un match contre le pays organisateur.

## Palmarès
Al Qowa Al Jawiya
- Championnat d'Irak (1) :
  - Champion : 1989-90.